# Le Clan du requin
Le Clan du requin est le troisième tome de la série de bande dessinée Seuls, écrit par Fabien Vehlmann et dessiné par Bruno Gazzotti, sorti en 2008. Il s'agit également du troisième tome du premier cycle.

## Synopsis
Partis de Fortville, les cinq se retrouvent arrêtés au beau milieu d'une forêt brûlée, n'ayant pas croisé âme qui vive sur le chemin à part une meute de chiens affamée. Ils rencontrent deux enfants, survivants comme eux, qui leur viennent en aide et les accueillent au sein de leur communauté, "le Clan du requin", établie dans le parc d'attractions de Treasure Island.